# All England 1993
Die All England 1993 im Badminton fanden vom 17. bis 21. März in London statt. Sie waren die 83. Auflage dieser Veranstaltung. Das Preisgeld betrug 125.000 US-Dollar.

## Austragungsort
- Wembley Arena

## Sieger und Platzierte
| Disziplin    | Gold                                 | Silber                        | Bronze                           |
| ------------ | ------------------------------------ | ----------------------------- | -------------------------------- |
| Herreneinzel | Heryanto Arbi                        | Joko Suprianto                | Thomas Stuer-Lauridsen           |
| Herreneinzel | Heryanto Arbi                        | Joko Suprianto                | Foo Kok Keong                    |
| Dameneinzel  | Susi Susanti                         | Bang Soo-hyun                 | Ye Zhaoying                      |
| Dameneinzel  | Susi Susanti                         | Bang Soo-hyun                 | Tang Jiuhong                     |
| Herrendoppel | Jon Holst-Christensen Thomas Lund    | Chen Hongyong Chen Kang       | Huang Zhanzhong Zheng Yumin      |
| Herrendoppel | Jon Holst-Christensen Thomas Lund    | Chen Hongyong Chen Kang       | Cheah Soon Kit Soo Beng Kiang    |
| Damendoppel  | Chung So-young Gil Young-ah          | Yao Fen Lin Yanfen            | Lim Xiaoqing Christine Magnusson |
| Damendoppel  | Chung So-young Gil Young-ah          | Yao Fen Lin Yanfen            | Finarsih Lili Tampi              |
| Mixed        | Jon Holst-Christensen Grete Mogensen | Thomas Lund Catrine Bengtsson | Chris Hunt Joanne Goode          |
| Mixed        | Jon Holst-Christensen Grete Mogensen | Thomas Lund Catrine Bengtsson | Nick Ponting Gillian Clark       |

## Finalresultate
| Disziplin    | Sieger                               | Finalist                      | Ergebnis           |
| ------------ | ------------------------------------ | ----------------------------- | ------------------ |
| Herreneinzel | Heryanto Arbi                        | Joko Suprianto                | 15–7, 4–15, 15–11  |
| Dameneinzel  | Susi Susanti                         | Bang Soo-hyun                 | 4–11, 11–4, 11–1   |
| Herrendoppel | Thomas Lund Jon Holst-Christensen    | Chen Kang Chen Hongyong       | 10–15, 15–2, 15–10 |
| Damendoppel  | Chung So-young Gil Young-ah          | Yao Fen Lin Yanfen            | 5–15, 15–4, 15–7   |
| Mixed        | Jon Holst-Christensen Grete Mogensen | Thomas Lund Catrine Bengtsson | 8–1, Aufgabe       |

## Herreneinzel

### Qualifikation 1. Runde
- Amrish Shinde –  John Leung: 13-15 / 15-8 / 15-2
- Johnny Sørensen –  Maung Naing Myint: 15-0 / 15-1
- Thomas Kirkegaard –  Sean Halliday: 15-2 / 15-7
- Henrik Aastrom –  Grant Tyro: 15-1 / 15-1
- Colin Haughton –  Steven Yates: 15-3 / 15-2
- Thomas Madsen –  Brent Chapman: 15-7 / 15-4
- Thomas Wapp –  Waquee Bhatti: 15-2 / 15-12
- Igor Dmitriev –  Peter Lehwald: 15-11 / 11-15 / 15-8
- Richard Harmsworth –  Grant Walker: 15-11 / 15-12
- Geraint Lewis –  Ian Ranger: 15-2 / 15-3
- Paul Hinder –  Andrew Compton: 15-3 / 15-4
- Jacob Thygesen –  Chamberlein Eke: 15-12 / 15-6
- Rikard Gruvberg –  Stuart Wardell: 15-4 / 15-4
- Christian Nyffenegger –  Marc J. Miller: 15-8 / 4-15 / 15-9
- Marlon Samuel –  Theodoros Velkos: 15-10 / 15-12
- Bo Sørensen –  Robert Nock: 11-15 / 15-6 / 15-9
- Brian Abra –  Peter Chambers: 15-5 / 16-17 / 15-9
- Nick Hall –  Kevin Jarvis: 15-4 / 15-4
- Jim Laugesen –  Kevin Scott: 6-15 / 15-6 / 15-9
- Peter Shepperd –  Brent Olynyk: 15-6 / 15-3
- Pullela Gopichand –  Martin Kent: 18-13 / 15-9
- Mads Jørgensen –  Pritesh Shah: 15-2 / 15-3
- Boris Kessov –  Andy Grant: 15-3 / 15-3

### Qualifikation 2. Runde
- Jimmy Mørch-Sørensen –  Sandy Wilson: 15-0 / 15-2
- Johnny Sørensen –  Amrish Shinde: 15-13 / 18-14
- Thomas Kirkegaard –  Vijay Raghavan: 15-8 / 15-6
- Henrik Aastrom –  Colin Haughton: 10-15 / 15-7 / 15-6
- Thomas Madsen –  Thomas Wapp: 15-11 / 15-10
- Igor Dmitriev –  Manfred Tripp: 15-1 / 15-5
- Morten Hummelmose –  Richard Harmsworth: 9-15 / 15-2 / 15-4
- Geraint Lewis –  Clive Palmer: 15-2 / 15-8
- Darryl Yung –  Paul Hinder: 4-15 / 15-12 / 15-9
- Jacob Thygesen –  Rikard Gruvberg: 15-7 / 15-7
- Jens Meibom –  Christian Nyffenegger: 15-2 / 15-5
- Bo Sørensen –  Marlon Samuel: 11-15 / 15-5 / 15-3
- Hasse Rasmussen –  Brian Abra: 6-15 / 15-11 / 15-6
- Nick Hall –  Jim Laugesen: 15-8 / 15-13
- Pullela Gopichand –  Peter Shepperd: 15-2 / 6-15 / 15-9
- Mads Jørgensen –  Boris Kessov: 6-1 / Aufgabe

### Qualifikation 3. Runde
- Johnny Sørensen –  Jimmy Mørch-Sørensen: 15-3 / 15-9
- Thomas Kirkegaard –  Henrik Aastrom: 18-14 / 15-11
- Thomas Madsen –  Igor Dmitriev: 15-10 / 15-3
- Morten Hummelmose –  Geraint Lewis: 15-6 / 15-6
- Jacob Thygesen –  Darryl Yung: 15-6 / 15-4
- Jens Meibom –  Bo Sørensen: 15-7 / 15-12
- Hasse Rasmussen –  Nick Hall: 15-10 / 8-15 / 15-8
- Pullela Gopichand –  Mads Jørgensen: 15-8 / 15-9

### 1. Runde
- Heryanto Arbi –  Jeroen van Dijk: 15-2 / 14-17 / 15-7
- Hu Zhilang –  Hideaki Motoyama: 15-6 / 15-4
- Darren Hall –  Thomas Madsen: 15-9 / 10-15 / 15-7
- Martin Lundgaard Hansen –  Hasse Rasmussen: 15-7 / 15-13
- Rashid Sidek –  Sushant Saxena: 15-0 / 15-1
- Pontus Jäntti –  Nitin Panesar: 15-7 / 15-2
- Kent Wæde Hansen –  Lee Kwang-jin: 15-7 / 11-15 / 15-10
- Jens Olsson –  Xie Yangchun: 15-11 / 15-13
- Thomas Stuer-Lauridsen –  Anthony Bush: 15-5 / 15-3
- Andrei Antropow –  Lin Liwen: 15-12 / 8-15 / 15-6
- Fung Permadi –  Kazuhiro Shimogami: 15-2 / 15-5
- Jörgen Tuvesson –  Thomas Kirkegaard: 15-9 / 15-9
- Ardy Wiranata –  Michael Søgaard: 15-8 / 15-5
- Dong Jiong –  Jens Meibom: 15-1 / 7-15 / 18-16
- Kim Hak-kyun –  Dipankar Bhattacharjee: 15-5 / 15-4
- Peter Knowles –  Rikard Magnusson: 15-10 / 15-6
- Pullela Gopichand –  Thomas Johansson: 15-8 / 17-14
- Liu Jun –  Peter A. Smith: 15-3 / 15-10
- Peter Rasmussen –  Hannes Fuchs: 15-8 / 15-7
- Hermawan Susanto –  Johnny Sørensen: 15-2 / 15-6
- Anders Nielsen –  Peter Espersen: 18-17 / 5-15 / 15-10
- Foo Kok Keong –  Kim Chul Joong: 15-6 / 15-5
- Chris Bruil –  Fumihiko Machida: 15-2 / 15-11
- Alan Budikusuma –  Peter Bush: 15-6 / 15-3
- Ge Cheng –  Hans Sperre: 15-11 / 15-12
- Park Sung-woo –  Kum Wai Kok: 15-7 / 15-0
- Oliver Pongratz –  Robert Liljequist: 15-4 / 15-4
- Poul-Erik Høyer Larsen –  Jacob Thygesen: 15-11 / 15-6
- Patrik Andreasson –  Morten Hummelmose: 15-6 / 15-9
- Sompol Kukasemkij –  Praveen Kumar: 15-7 / 15-17 / 15-1
- Steve Butler –  Koji Miya: 15-2 / 15-6
- Joko Suprianto –  Pierre Pelupessy: 15-5 / 15-7

### Sektion 1
|  | 2. Runde | 2. Runde                | 2. Runde | 2. Runde | 2. Runde |  |  | Achtelfinale | Achtelfinale           | Achtelfinale | Achtelfinale | Achtelfinale |  |  | Viertelfinale          | Viertelfinale | Viertelfinale | Viertelfinale | Viertelfinale |  |  | Halbfinale | Halbfinale | Halbfinale | Halbfinale | Halbfinale |
|  |          |                         |          |          |          |  |  |              |                        |              |              |              |  |  |                        |               |               |               |               |  |  |            |            |            |            |            |
|  |          | Heryanto Arbi           | 15       | 15       |          |  |  |              |                        |              |              |              |  |  |                        |               |               |               |               |  |  |            |            |            |            |            |
|  |          | Hu Zhilang              | 10       | 5        |          |  |  |              | Heryanto Arbi          | 15           | 15           |              |  |  |                        |               |               |               |               |  |  |            |            |            |            |            |
|  |          | Darren Hall             | 6        | 15       | 15       |  |  |              | Hall                   | 11           | 9            |              |  |  |                        |               |               |               |               |  |  |            |            |            |            |            |
|  |          | Martin Lundgaard Hansen | 15       | 6        | 2        |  |  |              |                        |              |              |              |  |  | Heryanto Arbi          | 15            | 15            |               |               |  |  |            |            |            |            |            |
|  |          | Rashid Sidek            | 15       | 15       |          |  |  |              |                        |              |              |              |  |  | Rashid Sidek           | 6             | 7             |               |               |  |  |            |            |            |            |            |
|  |          | Pontus Jäntti           | 10       | 2        |          |  |  |              | Rashid Sidek           | 15           | 15           |              |  |  |                        |               |               |               |               |  |  |            |            |            |            |            |
|  |          | Jens Olsson             | 15       | 15       |          |  |  |              | Jens Olsson            | 13           | 3            |              |  |  |                        |               |               |               |               |  |  |            |            |            |            |            |
|  |          | Kent Wæde Hansen        | 13       | 3        |          |  |  |              |                        |              |              |              |  |  | Heryanto Arbi          | 18            | 15            |               |               |  |  |            |            |            |            |            |
|  |          | Thomas Stuer-Lauridsen  | 15       | 15       |          |  |  |              |                        |              |              |              |  |  | Thomas Stuer-Lauridsen | 17            | 12            |               |               |  |  |            |            |            |            |            |
|  |          | Andrei Antropow         | 2        | 1        |          |  |  |              | Thomas Stuer-Lauridsen | 15           | 17           |              |  |  |                        |               |               |               |               |  |  |            |            |            |            |            |
|  |          | Fung Permadi            | 15       | 15       |          |  |  |              | Fung Permadi           | 4            | 14           |              |  |  |                        |               |               |               |               |  |  |            |            |            |            |            |
|  |          | Jörgen Tuvesson         | 10       | 13       |          |  |  |              |                        |              |              |              |  |  | Thomas Stuer-Lauridsen | 15            | 9             | 15            |               |  |  |            |            |            |            |            |
|  |          | Ardy Wiranata           | 15       | 15       |          |  |  |              |                        |              |              |              |  |  | Ardy Wiranata          | 4             | 15            | 3             |               |  |  |            |            |            |            |            |
|  |          | Dong Jiong              | 11       | 6        |          |  |  |              | Ardy Wiranata          | 18           | 15           |              |  |  |                        |               |               |               |               |  |  |            |            |            |            |            |
|  |          | Kim Hak-kyun            | 14       | 15       | 15       |  |  |              | Kim Hak-kyun           | 15           | 8            |              |  |  |                        |               |               |               |               |  |  |            |            |            |            |            |
|  |          | Peter Knowles           | 17       | 0        | 10       |  |  |              |                        |              |              |              |  |  |                        |               |               |               |               |  |  |            |            |            |            |            |

### Sektion 2
|  | 2. Runde | 2. Runde               | 2. Runde | 2. Runde | 2. Runde |  |  | Achtelfinale | Achtelfinale           | Achtelfinale | Achtelfinale | Achtelfinale |  |  | Viertelfinale          | Viertelfinale | Viertelfinale | Viertelfinale | Viertelfinale |  |  | Halbfinale | Halbfinale | Halbfinale | Halbfinale | Halbfinale |
|  |          |                        |          |          |          |  |  |              |                        |              |              |              |  |  |                        |               |               |               |               |  |  |            |            |            |            |            |
|  |          | Joko Suprianto         | 15       | 15       |          |  |  |              |                        |              |              |              |  |  |                        |               |               |               |               |  |  |            |            |            |            |            |
|  |          | Steve Butler           | 6        | 1        |          |  |  |              | Joko Suprianto         | 15           | 15           |              |  |  |                        |               |               |               |               |  |  |            |            |            |            |            |
|  |          | Patrik Andreasson      | 15       | 15       | 12       |  |  |              | Patrik Andreasson      | 2            | 4            |              |  |  |                        |               |               |               |               |  |  |            |            |            |            |            |
|  |          | Sompol Kukasemkij      | 7        | 18       | 9ret     |  |  |              |                        |              |              |              |  |  | Joko Suprianto         | 15            | 7             | 15            |               |  |  |            |            |            |            |            |
|  |          | Poul-Erik Høyer Larsen | 15       | 15       |          |  |  |              |                        |              |              |              |  |  | Poul-Erik Høyer Larsen | 8             | 15            | 6             |               |  |  |            |            |            |            |            |
|  |          | Oliver Pongratz        | 5        | 8        |          |  |  |              | Poul-Erik Høyer Larsen | 15           | 18           |              |  |  |                        |               |               |               |               |  |  |            |            |            |            |            |
|  |          | Park Sung-woo          | 15       | 15       |          |  |  |              | Park Sung-woo          | 8            | 16           |              |  |  |                        |               |               |               |               |  |  |            |            |            |            |            |
|  |          | Ge Cheng               | 6        | 1        |          |  |  |              |                        |              |              |              |  |  | Joko Suprianto         | 15            | 15            |               |               |  |  |            |            |            |            |            |
|  |          | Foo Kok Keong          | 15       | 6        | 15       |  |  |              |                        |              |              |              |  |  | Foo Kok Keong          | 7             | 11            |               |               |  |  |            |            |            |            |            |
|  |          | Anders Nielsen         | 10       | 15       | 9        |  |  |              | Foo Kok Keong          | 18           | 15           |              |  |  |                        |               |               |               |               |  |  |            |            |            |            |            |
|  |          | Alan Budikusuma        | 15       | 15       |          |  |  |              | Alan Budikusuma        | 14           | 8            |              |  |  |                        |               |               |               |               |  |  |            |            |            |            |            |
|  |          | Chris Bruil            | 11       | 6        |          |  |  |              |                        |              |              |              |  |  | Foo Kok Keong          | 15            | 15            |               |               |  |  |            |            |            |            |            |
|  |          | Liu Jun                | 15       | 15       |          |  |  |              |                        |              |              |              |  |  | Liu Jun                | 8             | 3             |               |               |  |  |            |            |            |            |            |
|  |          | Pullela Gopichand      | 1        | 3        |          |  |  |              | Liu Jun                | 15           | 15           |              |  |  |                        |               |               |               |               |  |  |            |            |            |            |            |
|  |          | Hermawan Susanto       | 15       | 18       |          |  |  |              | Hermawan Susanto       | 3            | 5            |              |  |  |                        |               |               |               |               |  |  |            |            |            |            |            |
|  |          | Peter Rasmussen        | 10       | 17       |          |  |  |              |                        |              |              |              |  |  |                        |               |               |               |               |  |  |            |            |            |            |            |

## Dameneinzel

### Qualifikation 1. Runde
- Heidi Dössing –  Amanda Carter: 11-5 / 8-11 / 11-0
- P. V. V. Lakshmi –  Bettina Villars: 11-7 / 11-8
- Manju George –  Laura Woodley: 11-2 / 11-4
- Helle Stærmose –  Charmaine Reid: 11-8 / 11-4
- Christelle Mol –  Silvia Albrecht: 11-3 / 11-8
- Gitte Sommer –  Stephanie Spicer: 11-1 / 11-4
- Jeanette Villanueva –  Anthea Poon: 11-1 / 12-10
- Rikke Olsen –  Racquel Uy: 11-0 / 11-5
- Sandra Dimbour –  Victoria Wright: 11-6 / 11-2
- Helene Kirkegaard –  Nicole Baldewein: 11-6 / 11-0
- Caroline Thorn –  Maria Elena Garcia: 11-1 / 11-0
- Julie Still –  Sandrine Lefèvre: 11-2 / 11-1
- Justine Willmott –  Martha Millar: 11-5 / 1-11 / 11-4

### Qualifikation 2. Runde
- Ludmila Okuneva –  P. V. V. Lakshmi: 1-11 / 12-11 / 12-9
- Sheree Jefferson –  Manju George: 11-2 / 11-4
- Helle Stærmose –  Christelle Mol: 11-7 / 8-11 / 12-11
- Gitte Sommer –  Jeanette Villanueva: 11-1 / 11-5
- Rikke Olsen –  Sandra Dimbour: 11-8 / 11-7
- Helene Kirkegaard –  Caroline Thorn: 11-2 / 11-6
- Julie Still –  Justine Willmott: 11-1 / 6-11 / 12-10

### Qualifikation 3. Runde
- Heidi Dössing –  Ludmila Okuneva: 7-11 / 11-7 / 11-7
- Sheree Jefferson –  Helle Stærmose: 11-8 / 11-9
- Helene Kirkegaard –  Julie Still: 11-6 / 8-11 / 11-0

### 1. Runde
- Christine Magnusson –  Hisako Mizui: 11-6 / 11-7
- Jung Eun-hwa –  Julia Mann: 11-9 / 11-3
- Fiona Elliott –  Sheree Jefferson: 11-2 / 8-11 / 11-3
- Maiken Mørk –  Anne Gibson: 12-9 / 11-3
- Astrid Crabo –  Marina Yakusheva: 11-5 / 11-1
- Zarinah Abdullah –  Suzanne Louis-Lane: 11-6 / 12-9
- Camilla Martin –  Astrid van der Knaap: 11-4 / 11-5
- Hu Ning –  Yuni Kartika: 11-4 / 11-6
- Heidi Dössing –  Cheng Yin Sat: 11-7 / 1-11 / 12-11
- Jaroensiri Somhasurthai –  Alison Humby: 11-6 / 11-3
- Marina Andrievskaia –  Helene Kirkegaard: 11-4 / 11-1
- Minarti Timur –  Sarah Hore: 12-11 / 11-3
- Aiko Miyamura –  Rikke Olsen: 11-3 / 11-1
- Yao Yan –  Tanya Woodward: 11-0 / 11-8
- Tracy Hutchinson –  Manjusha Kanwar: 11-5 / 11-8
- Liu Yuhong –  Joanne Muggeridge: 11-4 / 11-1

### Sektion 1
|  | 2. Runde | 2. Runde            | 2. Runde | 2. Runde | 2. Runde |  |  | Achtelfinale | Achtelfinale        | Achtelfinale | Achtelfinale | Achtelfinale |  |  | Viertelfinale  | Viertelfinale | Viertelfinale | Viertelfinale | Viertelfinale |  |  | Halbfinale | Halbfinale | Halbfinale | Halbfinale | Halbfinale |
|  |          |                     |          |          |          |  |  |              |                     |              |              |              |  |  |                |               |               |               |               |  |  |            |            |            |            |            |
|  |          | Susi Susanti        | 11       | 11       |          |  |  |              |                     |              |              |              |  |  |                |               |               |               |               |  |  |            |            |            |            |            |
|  |          | Denyse Julien       | 7        | 5        |          |  |  |              | Susi Susanti        | 11           | 12           |              |  |  |                |               |               |               |               |  |  |            |            |            |            |            |
|  |          | Christine Magnusson | 12       | 12       |          |  |  |              | Christine Magnusson | 8            | 11           |              |  |  |                |               |               |               |               |  |  |            |            |            |            |            |
|  |          | Jung Eun-hwa        | 10       | 10       |          |  |  |              |                     |              |              |              |  |  | Susi Susanti   | 11            | 11            |               |               |  |  |            |            |            |            |            |
|  |          | Fiona Smith         | 11       | 11       |          |  |  |              |                     |              |              |              |  |  | Fiona Smith    | 5             | 3             |               |               |  |  |            |            |            |            |            |
|  |          | Maiken Mørk         | 2        | 4        |          |  |  |              | Fiona Smith         | 15           | 15           |              |  |  |                |               |               |               |               |  |  |            |            |            |            |            |
|  |          | Tanja Berg          | w/o      |          |          |  |  |              | Tanja Berg          | 8            | 8            |              |  |  |                |               |               |               |               |  |  |            |            |            |            |            |
|  |          | Pornsawan Plungwech | scr      |          |          |  |  |              |                     |              |              |              |  |  | Susi Susanti   | 11            | 11            |               |               |  |  |            |            |            |            |            |
|  |          | Ye Zhaoying         | 11       | 11       |          |  |  |              |                     |              |              |              |  |  | Ye Zhaoying    | 1             | 6             |               |               |  |  |            |            |            |            |            |
|  |          | Yuliani Santosa     | 8        | 4        |          |  |  |              | Ye Zhaoying         | 11           | 11           |              |  |  |                |               |               |               |               |  |  |            |            |            |            |            |
|  |          | Zarinah Abdullah    | 11       | 11       |          |  |  |              | Zarinah Abdullah    | 0            | 1            |              |  |  |                |               |               |               |               |  |  |            |            |            |            |            |
|  |          | Astrid Crabo        | 8        | 3        |          |  |  |              |                     |              |              |              |  |  | Ye Zhaoying    | 11            | 11            |               |               |  |  |            |            |            |            |            |
|  |          | Lee Heung-soon      | 11       | 11       |          |  |  |              |                     |              |              |              |  |  | Lee Heung-soon | 8             | 5             |               |               |  |  |            |            |            |            |            |
|  |          | Nicola Jordan       | 5        | 3        |          |  |  |              | Lee Heung-soon      | 11           | 11           |              |  |  |                |               |               |               |               |  |  |            |            |            |            |            |
|  |          | Camilla Martin      | 11       | 11       |          |  |  |              | Camilla Martin      | 6            | 1            |              |  |  |                |               |               |               |               |  |  |            |            |            |            |            |
|  |          | Hu Ning             | 7        | 5        |          |  |  |              |                     |              |              |              |  |  |                |               |               |               |               |  |  |            |            |            |            |            |

### Sektion 2
|  | 2. Runde | 2. Runde                 | 2. Runde | 2. Runde | 2. Runde |  |  | Achtelfinale | Achtelfinale             | Achtelfinale | Achtelfinale | Achtelfinale |  |  | Viertelfinale            | Viertelfinale | Viertelfinale | Viertelfinale | Viertelfinale |  |  | Halbfinale | Halbfinale | Halbfinale | Halbfinale | Halbfinale |
|  |          |                          |          |          |          |  |  |              |                          |              |              |              |  |  |                          |               |               |               |               |  |  |            |            |            |            |            |
|  |          | Bang Soo-hyun            | 11       | 11       |          |  |  |              |                          |              |              |              |  |  |                          |               |               |               |               |  |  |            |            |            |            |            |
|  |          | Gitte Sommer             | 1        | 2        |          |  |  |              | Bang Soo-hyun            | 12           | 11           |              |  |  |                          |               |               |               |               |  |  |            |            |            |            |            |
|  |          | Liu Yuhong               | 12       | 12       |          |  |  |              | Liu Yuhong               | 10           | 4            |              |  |  |                          |               |               |               |               |  |  |            |            |            |            |            |
|  |          | Tracy Dineen             | 9        | 11       |          |  |  |              |                          |              |              |              |  |  | Bang Soo-hyun            | 11            | 8             | 11            |               |  |  |            |            |            |            |            |
|  |          | Sarwendah Kusumawardhani | 8        | 11       | 11       |  |  |              |                          |              |              |              |  |  | Sarwendah Kusumawardhani | 8             | 11            | 4             |               |  |  |            |            |            |            |            |
|  |          | Monique Hoogland         | 11       | 1        | 5        |  |  |              | Sarwendah Kusumawardhani | 11           | 11           |              |  |  |                          |               |               |               |               |  |  |            |            |            |            |            |
|  |          | Yao Yan                  | 12       | 12       |          |  |  |              | Yao Yan                  | 3            | 6            |              |  |  |                          |               |               |               |               |  |  |            |            |            |            |            |
|  |          | Aiko Miyamura            | 9        | 10       |          |  |  |              |                          |              |              |              |  |  | Bang Soo-hyun            | 11            | 11            |               |               |  |  |            |            |            |            |            |
|  |          | Tang Jiuhong             | 11       | 11       |          |  |  |              |                          |              |              |              |  |  | Tang Jiuhong             | 7             | 8             |               |               |  |  |            |            |            |            |            |
|  |          | Lisbet Stuer-Lauridsen   | 3        | 4        |          |  |  |              | Tang Jiuhong             | 11           | 11           |              |  |  |                          |               |               |               |               |  |  |            |            |            |            |            |
|  |          | Minarti Timur            | 11       | 11       |          |  |  |              | Minarti Timur            | 5            | 4            |              |  |  |                          |               |               |               |               |  |  |            |            |            |            |            |
|  |          | Marina Andrievskaia      | 5        | 4        |          |  |  |              |                          |              |              |              |  |  | Tang Jiuhong             | 11            | 11            |               |               |  |  |            |            |            |            |            |
|  |          | Lim Xiaoqing             | 12       | 11       |          |  |  |              |                          |              |              |              |  |  | Lim Xiaoqing             | 8             | 2             |               |               |  |  |            |            |            |            |            |
|  |          | Ra Kyung-min             | 11       | 5        |          |  |  |              | Lim Xiaoqing             | 7            | 11           | 11           |  |  |                          |               |               |               |               |  |  |            |            |            |            |            |
|  |          | Jaroensiri Somhasurthai  | 11       | 11       |          |  |  |              | Jaroensiri Somhasurthai  | 11           | 4            | 2            |  |  |                          |               |               |               |               |  |  |            |            |            |            |            |
|  |          | Heidi Dössing            | 1        | 5        |          |  |  |              |                          |              |              |              |  |  |                          |               |               |               |               |  |  |            |            |            |            |            |

## Herrendoppel

### Qualifikation 1. Runde
- Alan Crowther /  Keith Davis –  Martin Kent /  Thomas Madsen: 4-15 / 15-9 / 18-15
- Allan Borch /  Kent Wæde Hansen –  Dipankar Bhattacharjee /  Praveen Kumar: 15-5 / 15-8
- Jim Laugesen /  Lars Pedersen –  Brian Abra /  Sean Halliday: 15-8 / 15-4
- Sushant Saxena /  Amrish Shinde –  Barry Francis /  Christopher Patten: 15-5 / 10-15 / 15-9
- Hasse Rasmussen /  Peter Rasmussen –  Nitin Panesar /  Norman Wheatley: 10-15 / 15-11 / 15-4
- Johnny Sørensen /  Jacob Thygesen –  Nick Hall /  Grant Walker: 15-6 / 15-5
- Anthony Bush /  Robert Nock –  Rikard Gruvberg /  Jörgen Tuvesson: 8-15 / 15-4 / 15-8
- Michael Helber /  Markus Keck –  Christian Nyffenegger /  Thomas Wapp: 18-13 / 10-15 / 18-16
- Peter Lehwald /  Martin Lundgaard Hansen –  Robert Cartmell /  Adam Turner: 15-0 / 15-2
- Duncan Bridge /  Poh Thye Leong –  Jimmy Mørch-Sørensen /  Bo Sørensen: 15-6 / 15-12
- Jesper Hermansen /  Janek Roos –  Brent Chapman /  Andrew Compton: 15-6 / 15-3
- Vinod Kumar /  Pullela Gopichand –  Adam King /  Richard Swift: 15-7 / 15-6
- Thomas Kirkegaard /  Jens Meibom –  Brent Olynyk /  Darryl Yung: 18-14 / 12-15 / 15-12
- Henrik Aastrom /  Jesper Holm Hansen –  Shane Fitzpatrick /  Mark Peard: 15-11 / 15-9
- Morten Hummelmose /  Mads Jørgensen –  Trevor Darlington /  Paul Holden: 17-16 / 2-15 / 15-10

### Qualifikation 2. Runde
- Jim Laugesen /  Lars Pedersen –  Allan Borch /  Kent Wæde Hansen: 15-4 / 18-17
- Hasse Rasmussen /  Peter Rasmussen –  Sushant Saxena /  Amrish Shinde: 15-10 / 15-6
- Johnny Sørensen /  Jacob Thygesen –  Anthony Bush /  Robert Nock: 15-11 / 5-15 / 18-14
- Peter Lehwald /  Martin Lundgaard Hansen –  Michael Helber /  Markus Keck: 18-13 / 15-5
- Jesper Hermansen /  Janek Roos –  Duncan Bridge /  Poh Thye Leong: 15-11 / 15-8
- Thomas Kirkegaard /  Jens Meibom –  Vinod Kumar /  Pullela Gopichand: 0-15 / 15-10 / 15-11
- Henrik Aastrom /  Jesper Holm Hansen –  Morten Hummelmose /  Mads Jørgensen: 15-11 / 15-13

### Qualifikation 3. Runde
- Jim Laugesen /  Lars Pedersen –  Alan Crowther /  Keith Davis: 15-9 / 11-15 / 15-12
- Johnny Sørensen /  Jacob Thygesen –  Hasse Rasmussen /  Peter Rasmussen: 15-8 / 15-10
- Peter Lehwald /  Martin Lundgaard Hansen –  Jesper Hermansen /  Janek Roos: 15-8 / 15-8
- Thomas Kirkegaard /  Jens Meibom –  Henrik Aastrom /  Jesper Holm Hansen: 15-2 / 15-6

### 1. Runde
- Ricky Subagja /  Rexy Mainaky –  Chan Siu Kwong /  Ng Pak Kum: 15-3 / 15-12
- Andrei Antropow /  Nikolai Sujew –  Max Gandrup /  Stellan Österberg: 15-10 / 15-11
- Jon Holst-Christensen /  Thomas Lund –  James Anderson /  Ian Pearson: 15-5 / 15-8
- Kang Kyung-jin /  Shon Jin-hwan –  Jim Laugesen /  Lars Pedersen: 11-15 / 15-2 / 15-7
- Huang Zhanzhong /  Zheng Yumin –  Jens Eriksen /  Christian Jakobsen: 15-7 / 15-8
- Simon Archer /  Nick Ponting –  Peter Lehwald /  Martin Lundgaard Hansen: 15-4 / 15-4
- Jalani Sidek /  Razif Sidek –  Jan-Eric Antonsson /  Mikael Rosén: 17-16 / 15-5
- Lee Suk-ho /  Nam Chul-hwan –  Fumihiko Machida /  Koji Miya: 11-15 / 15-10 / 15-1
- Johnny Sørensen /  Jacob Thygesen –  Hideaki Motoyama /  Kazuhiro Shimogami: 9-15 / 15-3 / 15-3
- Rudy Gunawan /  Bambang Suprianto –  Michael Adams /  Chris Hunt: 15-13 / 10-15 / 15-1
- Jan Paulsen /  Henrik Svarrer –  Ha Tae-kwon /  Yoo Yong-sung: 15-5 / 7-15 / 15-9
- Cheah Soon Kit /  Soo Beng Kiang –  Liu Di /  Yu Yong: 15-4 / 15-3
- Peter Knowles /  Julian Robertson –  Henrik Hyldgaard /  Michael Søgaard: 15-12 / 8-15 / 15-12
- Peter Axelsson /  Pär-Gunnar Jönsson –  Chris Bruil /  Ron Michels: 18-17 / 15-3
- Rudy Gunawan /  Dicky Purwotjugiono –  Thomas Kirkegaard /  Jens Meibom: 15-9 / 15-7
- Chen Hongyong /  Chen Kang –  Michael Keck /  Uwe Ossenbrink: 15-7 / 15-8

### Achtelfinale
- Ricky Subagja /  Rexy Mainaky –  Andrei Antropow /  Nikolai Sujew: 17-14 / 8-15 / 15-1
- Jon Holst-Christensen /  Thomas Lund –  Kang Kyung-jin /  Shon Jin-hwan: 15-8 / 15-9
- Huang Zhanzhong /  Zheng Yumin –  Simon Archer /  Nick Ponting: 15-6 / 15-8
- Jalani Sidek /  Razif Sidek –  Lee Suk-ho /  Nam Chul-hwan: 15-8 / 15-1
- Rudy Gunawan /  Bambang Suprianto –  Johnny Sørensen /  Jacob Thygesen: 15-12 / 15-9
- Cheah Soon Kit /  Soo Beng Kiang –  Jan Paulsen /  Henrik Svarrer: 15-6 / 15-5
- Peter Axelsson /  Pär-Gunnar Jönsson –  Peter Knowles /  Julian Robertson: 15-4 / 15-7
- Chen Hongyong /  Chen Kang –  Rudy Gunawan /  Dicky Purwotjugiono: 17-14 / 15-11

### Viertelfinale
- Jon Holst-Christensen /  Thomas Lund –  Ricky Subagja /  Rexy Mainaky: 18-13 / 15-8
- Huang Zhanzhong /  Zheng Yumin –  Jalani Sidek /  Razif Sidek: 15-2 / 15-5
- Cheah Soon Kit /  Soo Beng Kiang –  Rudy Gunawan /  Bambang Suprianto: 15-10 / 15-13
- Chen Hongyong /  Chen Kang –  Peter Axelsson /  Pär-Gunnar Jönsson: 15-4 / 15-8

### Halbfinale
- Jon Holst-Christensen /  Thomas Lund –  Huang Zhanzhong /  Zheng Yumin: 15-10 / 11-15 / 15-9
- Chen Hongyong /  Chen Kang –  Cheah Soon Kit /  Soo Beng Kiang: 10-15 / 15-12 / 15-9

### Finale
- Jon Holst-Christensen /  Thomas Lund –  Chen Hongyong /  Chen Kang: 10-15 / 15-2 / 15-10

## Damendoppel

### Qualifikation 1. Runde
- Silvia Albrecht /  Bettina Villars –  Amanda Carter /  Stephanie Spicer: 15-1 / 15-2
- Heidi Dössing /  Ann Jørgensen –  Charmaine Reid /  Caroline Thorn: 15-8 / 15-5
- Sheree Jefferson /  Julie Still –  Carol Harvey /  Penny Wills: 15-8 / 9-15 / 15-9
- Tanja Berg /  Maiken Mørk –  Julie Morris /  Karen Wilson: 15-9 / 15-2
- Gitte Sommer /  Karin Steffensen –  Caroline Coombs /  Monica Mairs: 15-4 / 15-5
- Kerri McKittrick /  Lorraine Thomas –  Maria Elena Garcia /  Racquel Uy: 15-8 / 15-3
- Anne Katrine Lauesen /  Helle Stærmose –  Martha Millar /  Jeanette Villanueva: 15-6 / 15-2
- Natasha Groves-Burke /  Justine Willmott –  Manju George /  P. V. V. Lakshmi: 15-9 / 15-13

### Qualifikation 2. Runde
- Heidi Dössing /  Ann Jørgensen –  Silvia Albrecht /  Bettina Villars: 15-7 / 15-5
- Sheree Jefferson /  Julie Still –  Tanja Berg /  Maiken Mørk: 18-14 / 10-15 / 15-5
- Kerri McKittrick /  Lorraine Thomas –  Gitte Sommer /  Karin Steffensen: 15-12 / 15-7
- Anne Katrine Lauesen /  Helle Stærmose –  Natasha Groves-Burke /  Justine Willmott: 15-9 / 15-6

### 1. Runde
- Chung So-young /  Gil Young-ah –  Kerri McKittrick /  Lorraine Thomas: 15-3 / 15-2
- Joanne Davies /  Tanya Woodward –  Monique Hoogland /  Sonja Mellink: 15-11 / 15-9
- Lotte Olsen /  Lisbet Stuer-Lauridsen –  Tomomi Matsuo /  Kyoko Sasage: 9-15 / 15-1 / 15-10
- Heidi Dössing /  Ann Jørgensen –  Sandra Dimbour /  Sandrine Lefèvre: 15-8 / 15-3
- Christine Magnusson /  Lim Xiaoqing –  Miwa Kai /  Keiko Nakahara: 15-9 / 15-2
- Eliza Nathanael /  Zelin Resiana –  Virginie Delvingt /  Christelle Mol: 15-7 / 15-6
- Nong Qunhua /  Zhou Lei –  Denyse Julien /  Joanne Muggeridge: 15-2 / 15-8
- Julie Bradbury /  Sara Sankey –  Cheng Yin Sat /  Chung Hoi Yuk: 15-1 / 15-3
- Chen Ying /  Wu Yuhong –  Marina Andrievskaia /  Marina Yakusheva: 18-13 / 15-4
- Finarsih /  Lili Tampi –  Tokiko Hirota /  Yuko Koike: 15-10 / 15-12
- Kim Jae-jung /  Kim Shin-young –  Adele Abbott /  Julia Mann: 15-2 / 15-1
- Gillian Clark /  Gillian Gowers –  Helene Kirkegaard /  Rikke Olsen: 15-7 / 15-1
- Aiko Miyamura /  Hisako Mizui –  Joanne Goode /  Alison Humby: 15-5 / 15-9
- Catrine Bengtsson /  Maria Bengtsson –  Marlene Thomsen /  Anne Mette Bille: 15-9 / 15-11
- Choi Ma-ree /  Shon Hye-joo –  Nichola Beck /  Tracy Hutchinson: 15-7 / 15-6
- Lin Yanfen /  Yao Fen –  Anne-Katrin Seid /  Nicole Baldewein: 15-6 / 15-5

### Achtelfinale
- Chung So-young /  Gil Young-ah –  Joanne Davies /  Tanya Woodward: 15-3 / 15-3
- Lotte Olsen /  Lisbet Stuer-Lauridsen –  Heidi Dössing /  Ann Jørgensen: 15-9 / 15-7
- Christine Magnusson /  Lim Xiaoqing –  Eliza Nathanael /  Zelin Resiana: 18-13 / 15-4
- Julie Bradbury /  Sara Sankey –  Nong Qunhua /  Zhou Lei: 15-11 / 3-15 / 18-13
- Finarsih /  Lili Tampi –  Chen Ying /  Wu Yuhong: 15-6 / 17-14
- Gillian Clark /  Gillian Gowers –  Kim Jae-jung /  Kim Shin-young: 15-10 / 15-5
- Aiko Miyamura /  Hisako Mizui –  Catrine Bengtsson /  Maria Bengtsson: 15-13 / 15-13
- Lin Yanfen /  Yao Fen –  Choi Ma-ree /  Shon Hye-joo: 15-5 / 15-1

### Viertelfinale
- Chung So-young /  Gil Young-ah –  Lotte Olsen /  Lisbet Stuer-Lauridsen: 15-17 / 15-2 / 15-10
- Christine Magnusson /  Lim Xiaoqing –  Julie Bradbury /  Sara Sankey: 15-2 / 13-18 / 15-7
- Finarsih /  Lili Tampi –  Gillian Clark /  Gillian Gowers: 15-3 / 18-13
- Lin Yanfen /  Yao Fen –  Aiko Miyamura /  Hisako Mizui: 17-16 / 15-9

### Halbfinale
- Chung So-young /  Gil Young-ah –  Christine Magnusson /  Lim Xiaoqing: 15-3 / 15-5
- Lin Yanfen /  Yao Fen –  Finarsih /  Lili Tampi: 15-5 / 15-8

### Finale
- Chung So-young /  Gil Young-ah –  Lin Yanfen /  Yao Fen: 5-15 / 15-4 / 15-7

## Mixed

### 1. Runde
- Thomas Lund /  Catrine Bengtsson –  Julian Robertson /  Julie Bradbury: 15-4 / 15-8
- Christian Jakobsen /  Marlene Thomsen –  Yoo Yong-sung /  Shon Hye-joo: 18-13 / 15-6
- Jan-Eric Antonsson /  Astrid Crabo –  Allan Borch /  Tanja Berg: 15-8 / 15-5
- Ron Michels /  Sonja Mellink –  Simon Archer /  Joanne Davies: 4-15 / 18-15 / 15-10
- Aryono Miranat /  Eliza Nathanael –  Nam Chul-hwan /  Choi Ma-ree: 15-9 / 15-11
- Jan Paulsen /  Lotte Olsen –  Michael Keck /  Karen Neumann: 15-7 / 15-13
- Jens Eriksen /  Anne Katrine Lauesen –  Chen Xingdong /  Sun Man: 18-16 / 10-15 / 15-8
- Chris Hunt /  Joanne Goode –  Kang Kyung-jin /  Chung So-young: 18-14 / 17-14
- Nikolai Sujew /  Marina Yakusheva –  Michael Adams /  Sara Sankey: 15-11 / 14-17 / 17-14
- Shon Jin-hwan /  Gil Young-ah –  Chan Siu Kwong /  Chung Hoi Yuk: 15-7 / 1-15 / 15-9
- Peter Axelsson /  Gillian Gowers –  Nick Hall /  Virginie Delvingt: 15-4 / 17-14
- Jon Holst-Christensen /  Grete Mogensen –  Lee Suk-ho /  Kim Shin-young: 15-3 / 15-9
- Pierre Pelupessy /  Monique Hoogland –  Trevor Darlington /  Adele Abbott: 15-1 / 15-12
- Nick Ponting /  Gillian Clark –  Ha Tae-kwon /  Kim Jae-jung: 15-5 / 15-4
- Lars Pedersen /  Anne Mette Bille –  Denny Kantono /  Zelin Resiana: 6-15 / 15-7 / 15-12
- Pär-Gunnar Jönsson /  Maria Bengtsson –  Darryl Yung /  Denyse Julien: 18-16 / 18-16

### Achtelfinale
- Thomas Lund /  Catrine Bengtsson –  Christian Jakobsen /  Marlene Thomsen: 15-4 / 15-7
- Ron Michels /  Sonja Mellink –  Jan-Eric Antonsson /  Astrid Crabo: 4-15 / 15-11 / 15-8
- Jan Paulsen /  Lotte Olsen –  Aryono Miranat /  Eliza Nathanael: 15-12 / 15-6
- Chris Hunt /  Joanne Goode –  Jens Eriksen /  Anne Katrine Lauesen: 9-15 / 15-11 / 15-8
- Nikolai Sujew /  Marina Yakusheva –  Shon Jin-hwan /  Gil Young-ah: 15-9 / 15-2
- Jon Holst-Christensen /  Grete Mogensen –  Peter Axelsson /  Gillian Gowers: 9-15 / 15-9 / 15-11
- Nick Ponting /  Gillian Clark –  Pierre Pelupessy /  Monique Hoogland: 15-9 / 15-5
- Lars Pedersen /  Anne Mette Bille –  Pär-Gunnar Jönsson /  Maria Bengtsson: 15-6 / 15-7

### Viertelfinale
- Thomas Lund /  Catrine Bengtsson –  Ron Michels /  Sonja Mellink: 15-12 / 15-4
- Chris Hunt /  Joanne Goode –  Jan Paulsen /  Lotte Olsen: 17-14 / 12-15 / 15-13
- Jon Holst-Christensen /  Grete Mogensen –  Nikolai Sujew /  Marina Yakusheva: 15-5 / 15-5
- Nick Ponting /  Gillian Clark –  Lars Pedersen /  Anne Mette Bille: 15-6 / 15-3

### Halbfinale
- Thomas Lund /  Catrine Bengtsson –  Chris Hunt /  Joanne Goode: 15-5 / 15-3
- Jon Holst-Christensen /  Grete Mogensen –  Nick Ponting /  Gillian Clark: 15-8 / 15-6

### Finale
- Jon Holst-Christensen /  Grete Mogensen –  Thomas Lund /  Catrine Bengtsson: 8-1 ret.